# Christopher Poole
Christopher Poole (né en 1988) est un entrepreneur américain, notamment connu pour avoir fondé le site web 4chan. Il est également connu sous le pseudonyme de moot, utilisé lors de la création de 4chan.
Il administre 4chan de 2003 à 2015. Après avoir quitté 4chan, il rejoint Google dans sa division Social jusqu'en 2021.

## Biographie
Christopher Poole a 15 ans quand il décide de s'inspirer du forum ouvert japonais 2chan pour créer l'équivalent anglophone 4chan. Si à l'origine, ses intentions étaient de créer un forum ouvert aux discussions sur les anime japonais, l'espace ouvert à la liberté d'expression totale, l'anonymat et le fait qu'aucune donnée ne soit conservée plus de 24 heures ont, selon lui, permis le succès du site qui l'a vite dépassé.
Jusque-là connu sous son pseudonyme de moot, son identité est révélée dans un article du 9 juillet 2008 dans The Wall Street Journal. Dans le même temps, Lev Grossman du magazine Time publie un article décrivant l'influence de moot sur l'évolution de la culture Internet, et donne le nom de Poole bien qu'il affirme ne pas être sûr qu'il s'agisse de son vrai nom. À la suite de ces articles, moot a fait en sorte de séparer son identité réelle de son activité sur 4chan ; il répond à Grossman que « [sa] vie personnelle est séparée de ma vie sur Internet... Il y a un pare-feu entre elles. »
En avril 2009, Poole est élu personnalité la plus influente du monde en 2008 par un sondage ouvert sur Internet sur le site du magazine Time. Les résultats ont vite été remis en question avant même la fin du sondage, car des scripts automatiques ont été utilisés pour influencer le résultat,,. Plusieurs indices laissent à penser que 4chan a participé à ce trucage du résultat[réf. souhaitée].
En janvier 2015, Poole annonce qu'il abandonne son poste d'administrateur de 4chan, après 11 ans et demi de participation, faisant suite à diverses accusations de tentative de censure du forum.
En mars 2016, Poole rejoint Google dans sa division Social,. Tournant en dérision cette embauche, les administrateurs de 4chan utilisent l'interface de Google+ sur le forum pour le 1er avril 2016, avec des aperçus d'image en forme de cercle, un affichage forcé de noms (générés aléatoirement) au lieu de « Anonymous », ou un fond d'écran grisé. Il quitte finalement Google en avril 2021.